# Echinerpeton
Echinerpeton es un género extinto de sinápsidos que existió durante el Carbonífero, fue hallado en Nueva Escocia. Canadá. Esta criatura fue contemporáneo el Archaeothyris. El Echinerpeton es el sinápsido más antiguo conocido, habiendo vivido hace 308 millones de años. Se sabe de seis pequeños fósiles, fragmentados, que fueron encontrados en un afloramiento del grupo de Morien cerca de la ciudad de Florencia. El ejemplar más completo conserva las vértebras articuladas con espinas neurales altas. Lo que indica que Echinerpeton era un sinápsido con una vela en la espalda, similar a otros reptiles conocidos como: Dimetrodon, Sphenacodon y Edaphosaurus. Sin embargo, la relación de Echinerpeton con estas otras formas no está claro, y su ubicación filogenética entre los sinapsidos basales sigue siendo incierto.